# Nohora Elizabeth Hoyos
Nohora Elizabeth Hoyos (Bogotá) es una bióloga colombiana e investigadora científica en ciencias de la salud, se ha dedicado a la gestión y desarrollo de políticas de ciencia, tecnología e innovación, al igual que al fomento de la cultura ciudadana para la consolidación del desarrollo científico y tecnológico del país.
Fue jefa de la Sección de Biología Experimental del Instituto Nacional de Cancerología y promotora del desarrollo científico-tecnológico como vicepresidenta nacional y posteriormente directora ejecutiva de la Asociación Colombiana para el Avance de la Ciencia -A.C.A.C.-, donde desarrolló estrategias y programas a nivel nacional e internacional, para fortalecer tanto la ciencia y la tecnología, como las estrategias de educación-aprendizaje experienciales para todos los públicos y edades. Entre ellos se destaca la gestación y liderazgo de la Corporación Maloka, entidad privada sin ánimo de lucro, que nació en 1991 como un programa nacional con proyección internacional enfocada en el desarrollo de estrategias para formar ciudadanos participativos y creativos, con pensamiento científico e innovador. Ha recibido distinciones a nivel nacional e Internacional tales como: "35 Mejores Líderes de Colombia", reconocimiento de Revista Semana y Fundación Liderazgo y Democracia; "El Colombiano Ejemplar en Ciencia y Tecnología", Periódico El Colombiano; una de las "100 Mujeres Científicas más importantes en Iberoamérica.

## Biografía
Nohora Elízabeth nació en Bogotá, Colombia. Sus padres Jaime Hoyos Uribe y Melva Trujillo Trujillo fueron indispensables en la consolidación de su vocación de servicio a la sociedad y su amor por la educación y la ciencia. Desde temprana edad se destacó por su vocación de explorar y aprender, lo que la llevó a recibir el reconocimiento escolar, la "Medalla de Oro a la Mejor Alumna en la Historia" del Colegio Elvira Lleras Restrepo.
Inició su formación académica profesional en Medicina en la Universidad de los Andes (1971); sin embargo su interés en la ciencia la orientó finalmente a formarse como bióloga en esa misma Universidad. En 1974 inició su experiencia laboral en el Laboratorio de Biología experimental del Instituto Nacional de Cancerología, explorando campos como el de la patología ultraestructural, la genética y la inmunología. Desempeñó la jefatura del Laboratorio de 1979 hasta 1990.
En este cargo descubrió las necesidades del país respecto a las políticas y los recursos para ciencia y tecnología, por lo cual se vinculó ad honorem y en paralelo, a la Asociación Colombiana para el Avance de la Ciencia -ACAC-, donde gestó y lideró el Comité de Ciencias como su presidenta y luego fue elegida como vicepresidenta nacional.
En 1989 propuso la creación de la primera ley de ciencia y tecnología, para lo cual también sugirió la declaratoria del Año Nacional de la Ciencia y la Tecnología como plataforma y fue entonces designada por Colciencias como su coordinadora. Dentro de ese marco, participó activamente en el proceso de aprobación de dicha ley que permitió la creación del Sistema Nacional de Ciencia y Tecnología.
En 1990 fue nombrada directora ejecutiva de ACAC, cargo en el que se destacó por proyectar, entre otros, Expociencia y Expotecnología escenarios experienciales para la presentación de programas y proyectos en estos campos y la cual ha seguido vigente durante los últimos 30 años.
En 1991 fue creadora y editora de la "Revista Innovación y Ciencia" para llegar al público en general con lenguaje ameno y claro, con el objeto de conocer y valorar los logros en ciencia y tecnología de investigadores colombianos, la cual sigue sigue siendo publicada hasta la fecha (30 de abril de 2020).
Creó el Programa Nacional de Actividades Científicas Juveniles para estimular el talento creativo y el amor por la ciencia en niños y jóvenes.
Posteriormente creó el "Encuentro de profesores e investigadores en ciencia y tecnología", el "Premio Nacional al Mérito Científico" y el "Premio Nacional a la Innovación Tecnológica Empresarial".
En 1990 propuso la creación del Sistema Nacional de Estímulos a los Investigadores, que fue presentado al Departamento Nacional de Planeación y entonces Colciencias destinó los recursos que permitieron el funcionamiento de dicho programa durante 2 años bajo la coordinación de la ACAC.
Con el objetivo de fortalecer la cultura ciudadana en ciencia y tecnología, Hoyos fue cogestora y directora del proyecto del primer centro interactivo de ciencia y tecnología nacional Maloka, que nace con una visión de programa nacional con proyección internacional a largo plazo.
La Corporación Maloka es una entidad privada sin ánimo de lucro con una construcción de 17 000 metros cuadrados; su objetivo fundamental es desarrollar estrategias de apropiación social de la ciencia y la tecnología para todos los públicos y edades. Se logró vincular a entidades públicas y privadas para la inversión inicial. Sin embargo desde su inicio fue un gran reto la viabilidad financiera, porque no se contó con recursos específicos para su operación.
Como directora de la organización desde 1991 y posteriormente como presidenta ejecutiva -1997- 2016-, Nohora Elízabeth Hoyos creó numerosos programas y proyectos innovadores y de alto impacto. Nacieron entonces: los Clubes de Ciencia y Tecnología para niños y jóvenes; Maloka Viajera; Maloka sin fronteras y Maloka Virtual entre otros, trabajando con las diferentes comunidades y sectores, incluso con la micro y pequeña empresa.
Participó varios años como miembro de la junta directiva de la Asociación Mundial de Centros Interactivos.
Creó además el "Foro Político Maloka" para convocar al sector y a la comunidad en general, para aportar de manera dinámica a la creación de la Segunda ley de ciencia y tecnología -ley 1286-. Desde 2016 es presidenta honoraria de la Corporación Maloka y miembro del Comité Científico Asesor. Se dedica a la asesoría en proyectos de distintas áreas y a consultorías privadas. Miembro del Foro de Presidentes de Bogotá y de la Junta directiva de la Fundación Internacional para el Fomento de la Historia, trabaja activamente para el servir a la comunidad.

## Trayectoria académica
Biología - Universidad de Los Andes
Leading Transformation for Business Results Program - Georgetown University
Receptores Hormonales en Cáncer – Colombia
Carcinogénesis y Mutagénesis – Colombia
Técnicas Histoquímicos en Microscopia Electrónica – Brasil
Histoquímica para Caracterización de Colágenos – Brasil
Tercer Curso Nacional de Biología Tumoral – Colombia
Virus Cancerígenos y Transformación Tumoral – Puerto Rico
Primer Curso Nacional de Biología Tumoral – Colombia
Cultivo de Tejidos Humanos – Argentina
Receptores Hormonales – Argentina
Inmunología Aplicada – Colombia
Patología Ultraestructural - Microscopía Electrónica Instituto Nacional de Cancerología
Receptores Hormonales en Cáncer – Colombia
Carcinogénesis y Mutagénesis – Colombia
Técnicas Histoquímicos en Microscopia Electrónica – Brasil
Histoquímica para Caracterización de Colágenos – Brasil
Tercer Curso Nacional de Biología Tumoral – Colombia
Virus Cancerígenos y Transformación Tumoral – Puerto Rico
Primer Curso Nacional de Biología Tumoral – Colombia
Cultivo de Tejidos Humanos – Argentina
Receptores Hormonales – Argentina
Inmunología Aplicada – Colombia
Patología Ultraestructural - Microscopía Electrónica Instituto Nacional de Cancerología
Biotecnología: Avances en Latinoamérica – Costa Rica
Alta Dirección en Gestión - Universidad de Los Andes
Taller de Liderazgo hacia la Innovación Social – Universidad de Los Andes.
Seminario Regional de Museografía- promovido por la Embajada de Francia, en Lima – Perú.

## Premios y reconocimientos
- Mujer CAFAM Bogotá, 2016.
- 100 Mejores Gerentes de Colombia, Revista Dinero, 2013. 
- 100 Mujeres Científicas más importantes en Iberoamérica, 2012.
- Egresada más destacada, Aniversario 60 años de creación del Departamento de Ciencias – Facultad de Ciencias – Universidad de Los Andes, 2013.
- 35 Mejores Líderes de Colombia, Reconocimiento de Revista Semana y Fundación Liderazgo y Democracia, 2012.
- Designada por el Señor Presidente de la República de Francia con la orden de “Chevalier dans l´ordre national du mérite”, 2011. 
- Destacada dentro de las Cien Colombianas más destacadas, 2011.
- Premio “Mujer de Éxito en Ciencia y Tecnología 2004”- Fundación Mujeres de Éxito, 2004.
- Biografía seleccionada para el libro sobre Mujeres Científicas en El Caribe, 2004.
- Premio “El Colombiano Ejemplar En Ciencia y Tecnología” Periódico El Colombiano, 2004.
- Empresaria Exitosa- elegida en concurso promovido por la Escuela de Administración de Negocios. EAN, 2004.
- Condecoración Francisco de Paula Santander en su máximo grado, en reconocimiento a su trabajo y compromiso a favor de la Educación Colombiana, otorgado
por el Ministerio de Educación Nacional, 2003.
- Personalidad Universal - Mérito Humano Grado Excelencia Universal Campo Científico, Cultural y Social: Academia Internacional de Líderes para la Paz, 2002.
Premios desde el año 1980 al 2000: 
- Medalla Militar Marco Fidel Suárez,- Fuerza Aérea Colombiana- FAC- por virtudes personales.
- Medalla al Orden Cívico de la Alcaldía Mayor de Bogotá.
- Mujer Uniandina de la Asociación de Exalumnos de la Universidad de Los Andes – UNIANDINOS.
- Orden Policarpa Salavarrieta en el grado de máximo otorgado por la Villa de Guaduas a la mujer más destacada del año.
- Medalla PROCIENCIA, por una vida de trabajo dedicada a la Ciencia y la Tecnología, otorgada por A.C.A.C.
- Distinción especial otorgada por la Contribución al Progreso Científico y Cultural del Municipio de Samaná – CALDAS.
- Escudo de Oro del Instituto Nacional de Cancerología por su contribución al desarrollo científico y tecnológico, en este campo.
- Biografía seleccionada para el Libro de Oro de la Mujer en Colombia – CAFAM, editado por Gustavo Castro Caicedo.
- Postulación como Candidata a la Mujer del Año Premio CAFAM.
- Elegida por CARACOL como una de las 10 Mujeres más Importantes de Colombia.
- Mejor Bachiller del Colegio Elvira Lleras Restrepo.

## Publicaciones
- Correa Melo Ce, Ospina Lugo Je, Hoyos Trujillo En, Prada de Acevedo N. Adenocarcinoma de Endometrio y Metabolismo de los Carbohidratos. Bogotá(Biblioteca INC ) 1978.
- Hoyos Trujillo En, Ospina Lugo Je, Cordona Ultraestructura, Rev Inc. Colombia 1: 107 – III, 1980.
- Gutiérrez Aldana G, Ospina Lugo Je, Hoyos Trujillo En, Gutiérrez Martínez R., Klus de Escorcia E: Dermatofibrosarcoma Protuberans, Internat J. Dermatol : 23: 396 - 401, 1984.
- Valderrama Sánchez S., Palencia Meja C., Hoyos Trujillo En.: Síndrome Nefrótico Paraneoplásico comunicación de 4 casos. Teribuna Med. 57 (684): 45 -50, 1978.
- Villafañe F, Orrego A, Puerta R, Hoyos Trujillo En, La Hermaturia Vesical Bovina en Colombia Rev. Ac |ovez 4 ( 13): 19 - 23,
- Hoyos Trujillo En., Ospina Lugo Je.,: Escleroma / estudio Ultraestructural, Rev. Instituto Nacional de Cancerología Colomb. 1.113 - 121, 1980.
- Cesar Mendoza Posada, Nohora Elizabeth Hoyos Trujillo and Oscar Orozco Díaz, Biological Markers. Rev. Instituto Nacional de Cancerología Bogotá – Colombia – V55UPLPPI – 152 Jul 1984:31- 36.
- Nohora Elizabeth Hoyos Trujillo Science, Technology and Women a World perspective AAAS publication 85.
- Nohora Elizabeth Hoyos Trujillo – Libro: Propuesta para la creación de un sistema de Estímulos a los Investigadores en Colombia, 1990 – Universidad Nacional.
- Nohora Elizabeth Hoyos Trujillo. Estudio para la Creación de una Incubadora de Empresas de base Tecnológica. Bogotá 1991.
- Nohora Elizabeth Hoyos Trujillo. Estudio de Factibilidad para la Creación del Centro Internacional de Ciencia y Tecnología Bogotá 1992.
- HOYOS, Nohora Elizabeth. Nuevo Centro de Ciencia en Colombia. “Maloka” y Sociedad Colombiana para el Progreso de la Ciencia. En: Crestana Silverio. Educáo para a Ciécia:
Curso para Treinamento em Centros e Museus de Ciécia. Brasil: Instituto de Física- Sao Paulo, 2001. Pag. 59-70.
- HOYOS, Nohora Elizabeth. La Apropiación Social de la Ciencia y la Tecnología: Una urgencia para nuestra región. En Interciencia Vol.27 No.2- febrero de 2002. Pag.53-56.
- HOYOS, Nohora Elizabeth. Social Appropriation of Science and Technology En Enhancing Change through Science Centres, Chapter -3. NAM S&T Centre’s, 2009
- HOYOS, Nohora Elizabeth & Falla Sigrid. Maloka: Reaching People Where They Live, ASTC Dimensions, Bimonthly News Jorunal of the Association of Science-. Technology
Centers, 11- 12 enero-febrero de 2010
- HOYOS, Nohora Elizabeth- Social Appropiation of Sciences and Technology- Enhancing Change Through Science Centres, NAM CENTER- 2010.